# Coenotes
Coenotes is een geslacht van vlinders uit de onderfamilie Smerinthinae van de familie pijlstaarten (Sphingidae).

## Soorten
- Coenotes eremophilae (Lucas, 1891)